# تپه ده‌سواران ۹
تپه ده سواران ۹ مربوط به دوران پارینه‌سنگی جدید است و در شهرستان کرمانشاه، بخش مرکزی، دهستان قره سو، ۱/۳ کیلومتری جنوب روستای ده سواران، ۲ کیلومتری شمال روستای عمه، ۵۰۰ متری ساحل چپ قره سو واقع شده و این اثر در تاریخ ۱۸ اسفند ۱۳۸۷ با شمارهٔ ثبت ۲۴۸۴۶ به‌عنوان یکی از آثار ملی ایران به ثبت رسیده است.